# Amélia Matar
Amélia Matar, née en 1984,  est entrepreneuse du numérique, formatrice et chroniqueuse radio. Elle a publié plusieurs livres sur le thème de l'éducation au numérique.

## Parcours scolaire
Amélia Matar nait et grandit à Bondy en Seine-Saint-Denis dans une famille modeste, avec un père technicien et une mère agente d'accueil. Elle commence ses études supérieures à l'université dans un cursus de lettres modernes puis intègre l'école de management de Grenoble. Ce parcours, d'un milieu modeste en banlieue parisienne à l'intégration d'une grande école française fait d'elle une transfuge de classe.

## Parcours professionnel

### Un début de carrière dans le marketing digital
En tant que salariée, Amélia Matar multiplie les expériences. Elle se spécialise dans le marketing digital, qu'elle exerce entre autres pour Greenpeace ou au sein de NUMA Paris.

### Création d'une entreprise sociale
En septembre 2017, Amélia Matar fonde Colori, une entreprise de formation au numérique pour les enfants. Son objectif est de lutter contre les inégalités en permettant à tous et toutes de s'éduquer au numérique, mais aussi de prévenir des dangers du numérique en formant les enfants à une bonne utilisation dès le plus jeune âge. Son approche se base sur la pédagogie Montessori pour apprendre aux très jeunes enfants à "coder sans écran".
Amélia Matar, via son entreprise, travaille notamment avec des écoles et des centres de loisirs. Pour sensibiliser à l'impact des écrans dans la vie quotidienne, Amélia Matar a créé un outil pédagogique inspiré de La Fresque du Climat. En 2022, l'entreprise est agréée comme une entreprise solidaire d'utilité sociale (ESUS).
Experte en éducation au numérique, Amélia Matar est contactée par les éditions Larousse pour écrire un livret à destination des enfants.

### Chroniques radio
A la rentrée de septembre 2024, Amélia Matar devient chroniqueuse régulière sur les ondes de France Info. Elle prend la suite d'Emmanuel  Davidenkoff dans l'émission hebdomadaire "Questions d'Education" au sujet de l'actualité de l'école en France.

## Publications
- Amélia Matar, Mon grand cahier Montessori pour apprendre à coder, Larousse, 2020, 160 p. (ISBN 978-2-035-98477-7)
- Amélia Matar, Ainsi naissent les mamans, Eyrolles, 2022, 208 p. (ISBN 978-2-416-00587-9)

## Distinctions
Amélia Matar reçoit en 2021 le Bold Futur Award qui récompense les créatrices d'entreprises innovantes.